# Quần đảo Barat Daya
Quần đảo Barat Daya là một quần đảo ở tỉnh Maluku của Indonesia. Cụm từ Indonesia Barat Daya có nghĩa là phía nam-tây '.
Cụm đảo này gồm những đảo sau đây, gồm những đảo khác nữa:
- Wetar
- Liran
- Kisar
- Romang
- Damar (đôi khi được viết như Damer)

Những hòn đảo nằm ở ngoài khơi phía đông của Đông Timor. Wetar là hòn đảo lớn nhất trong nhóm. Về phía tây, eo biển Ombai tách Wetar từ Alor Island, phía đông của quần đảo Lesser Sunda (Nusa Tenggara). Wetar eo biển ngăn cách Wetar từ Timor về phía nam.
Mặc dù được bao gồm trong bộ phận chính trị của tỉnh Maluku của Indonesia, các hòn đảo phía tây nam về địa lý là một phần của quần đảo Sunda nhỏ. Lượng mưa được giới hạn với một mùa khô giữa tháng mười và tháng 12 khi một số hòn đảo xuất hiện như là thảo nguyên khô. Đảo Barat Daya, cùng với Timor, quần đảo Leti, và Alor, được chỉ định là và vùng sinh thái Timor rụng lá rừng Wetar. Hầu hết các hòn đảo cằn cỗi, ít cây cối và rừng tối thiểu. 